# Judith H. Oliver
Judith Hathaway Oliver ist eine amerikanische Kunsthistorikerin.

## Werdegang
Sie wurde 1976 von der Columbia University zum Ph.D. promoviert. Sie unterrichtete von 1980 bis 1984 an der Boston University, danach an der Colgate University als Professor für Kunst und Kunstgeschichte sowie Mittelalter- und Renaissancestudien. Mittlerweile ist sie emeritiert. Ihr Interesse richtete sich hauptsächlich auf mittelalterliche Manuskripte aus den Niederlanden, Großbritannien, Frankreich und Deutschland.

## Ehrungen
- Newsletter editor and member of Board of Directors, International Center of Medieval Art 1995–98
- College Art Association, Arthur Kingsley Porter Prize Committee 1994–97
- College Art Association of America’s Millard Meiss Publication Subvention 1987
- Medieval Academy of America’s Elliott Prize for best first article in the medieval field 1980

## Buchpublikationen
- Judith H. Oliver: Manuscripts Sacred and Secular: The Collections of the Endowment for Biblical Research and Boston University. ISBN 978-0-87270-051-2. Boston 1985
- Judith H. Oliver, M. Smeyers: Gothic Manuscript Illumination in the Diocese of Liège c. 1250 – c. 1330, 2 Bde., Leuven 1988, ISBN 90-6831-132-8.
- Walters Art Gallery, Walters Art Museum, Lilian Randall, Judith H. Oliver: Medieval and Renaissance Manuscripts in the Walters Art Gallery, 1. France 875-1420. Baltimore 1989, ISBN 0-8018-2869-4.
- Walters Art Gallery, Lilian Randall, Judith H. Oliver: Medieval and Renaissance Manuscripts in the Walters Art Gallery, 3. Belgium 1250-1550. Baltimore 1997, ISBN 978-0-8018-5317-3
- Judith H. Oliver: Singing with Angels – Liturgy, music, and art in the gradual of Gisela von Kerssenbrock, Turnhout 2007, ISBN 978-2-503-51680-6.